# 小行星141496
小行星141496（141496 Bartkevicius）是一颗绕太阳运转的小行星，为主小行星带小行星。该小行星于2002年3月20日发现。
該小行星以立陶宛天文學家安塔納斯·巴特克維修斯（Antanas Bartkevičius）命名。

## 轨道参数
小行星141496的轨道半长轴为368 240 684 km，2.4615019 UA，离心率为0.123。